# 甲陽園東山町
甲陽園東山町（こうようえんひがしやまちょう）は、兵庫県西宮市にある町丁。丁目はない。郵便番号は662-0012。

## 地理
東は上ケ原山田町、西は甲陽園山王町、南は新甲陽町、北は甲山町と隣接している。

## 交通

### 鉄道
鉄道は走っていない。

### バス
阪神バスを含め当町内に停留所はない。最寄りの停留所は甲陽園山王町の山王町停留所である。

## 校区
出典:
| 区域 | 小学校       | 中学校       |
| ---- | ------------ | ------------ |
| 全域 | 甲陽園小学校 | 上ケ原中学校 |

## 施設
- 天竜の滝